# Mieczysław Hrehorów
Mieczysław Hrehorów (ur. 11 lutego 1924 w Złoczowie, zm. 21 września 2022 r.) – polski siatkarz i działacz sportowy.

## Życiorys
Urodzony w 1924 r. w Złoczowie jako jedno z pięciu dzieci oficera Wojska Polskiego i uczestnika obrony Lwowa. Wychowywał się w rodzinnym mieście, a także w Tarnopolu i Lwowie. W młodości działał w Chorągwi Lwowskiej ZHP, po rozpoczęciu okupacji sowieckiej pracował przymusowo przy budowie kolei. Po ponownym wkroczeniu Armii Czerwonej aresztowany przez NKWD i przesłuchiwany, ostatecznie zwolniony dzięki interwencji znajomego oficera. Wkrótce potem zwolniony ze służby w Armii Czerwonej, przyjęty do technikum budowlanego we Lwowie, a następnie skierowany do pracy w przedsiębiorstwie remontowo-budowlanym w Złoczowie.
We wrześniu 1945 r. repatriował się z matką i siostrami do Częstochowy i wkrótce został siatkarzem Częstochowskiego Klubu Sportowego. W listopadzie 1945 r. rozpoczął studia w Wyższej Szkole Administracyjno-Handlowej, gdzie z grupą znajomych utworzył klub AZS Częstochowa i w latach 1948–1950 był jego prezesem. Studia ukończył w 1950. W 1959 ukończył także Wyższą Szkołę Ekonomiczną w Łodzi. Podjął pracę w branży budowlanej i doprowadził szybko do powstania Związkowego Klubu Sportowego „Budowlani”. Ponadto współorganizował Harcerski Klub Sportowy „Żubr” i częstochowski oddział Towarzystwa Krzewienia Kultury Fizycznej i Sportu.
W latach 1991–1995 był członkiem zarządu OŚ AZS Częstochowa, w 2006 został jego prezesem honorowym. W 2003 otrzymał godność członka honorowego Akademickiego Związku Sportowego.
Żonaty z Krystyną, ma syna Janusza (chirurg) i córkę Ewę (psycholog). Zarówno żona, jak dzieci także uprawiali sport, a później działali na jego rzecz.
Zmarł 21 września 2022 r, pochowany na Cmentarzu św. Rocha w Częstochowie.